# 동국대학교 사범대학 부속 금산고등학교
동국대학교 사범대학 부속 금산고등학교(東國大學校 師範大學 附屬 金山高等學校)는 대한민국 전북특별자치도 김제시 금산면 쌍용리에 있는 사립 고등학교이다.

## 학교 연혁
- 1952년 11월 9일 : 금산고등학교기술학교 설립 인가
- 1955년 5월 2일 : 금산상업고등학교 인가(3학급)
- 1965년 10월 17일 : 학교법인 대승학원 설립 인가, 이사장 송현섭
- 1967년 6월 9일 : 학교법인 동국대학교로 합병
- 2004년 6월 12일 : 학교법인 동국대학교로 법인 명칭 변경
- 2004년 8월 26일 : 금산상업고등학교 사무자동학과에서 금산고등학교 인문계 보통과로 학과 변경
- 2006년 3월 1일 : 교명 변경 동국대학교사범대학부속금산고등학교
- 2011년 3월 1일 : 혁신학교 지정(2014. 03. 01. 재지정)
- 2012년 3월 1일 : 선진형 교과교실제 운영
- 2015년 3월 1일 : 혁신인증학교 운영
- 2019년 3월 2일 : 씨름부 창단
- 2023년 12월 8일 : 학교법인 동국대학교 제43대 이사장 운곡 돈관(雲谷 頓觀) 큰스님 취임
- 2024년 2월 1일 : 제66회 졸업식(19명) 총 졸업생 수 4,267명
- 2024년 3월 1일 : 제19대 강호숙 교장 취임

## 참고 자료
- 동국대학교 사범대학 부속 금산고등학교 - 한국교육학술정보원 학교알리미